# Berëzovskij rajon (Territorio di Krasnojarsk)
Il Berëzovskij rajon è un rajon (distretto) del kraj di Krasnojarsk, nella Russia siberiana centrale; il capoluogo è la cittadina di Berëzovka.